# Chiromantis doriae
Chiromantis doriae är en groddjursart som först beskrevs av George Albert Boulenger 1893.  Chiromantis doriae ingår i släktet Chiromantis och familjen trädgrodor. IUCN kategoriserar arten globalt som livskraftig. Inga underarter finns listade i Catalogue of Life.